# اورلاندو ماینی
اورلاندو ماینی (ایتالیایی: Orlando Maini؛ زادهٔ ۱۷ دسامبر ۱۹۵۸) دوچرخه‌سوار اهل ایتالیا است. وی در مسابقات جیرو دیتالیا شرکت کرده است.